# Праг за излизане
Във финансовата и икономическа теория, по-специално в сферата на свободната конкуренция, под праг за излизане се разбира минималните необходими разходи, обезщетения и други предварителни условия, които една фирма е длъжна да изпълни, за да прекрати дадена стопанска дейност.